# 1902년 석탄 파업
1902년 석탄 파업(영어: Coal strike of 1902, 무연탄 파업(anthracite coal strike)으로도 알려짐)은 동부 펜실베이니아주의 무연탄 채굴지에서 전미광산노동조합이 일으킨 파업이다. 광부들은 더 높은 임금, 더 짧은 노동 시간, 그리고 노조 인정을 요구하며 파업했다. 이 파업은 주요 미국 도시들의 겨울 연료 공급을 중단시킬 위협을 가했다. 그 당시, 주거지는 일반적으로 무연탄 또는 "경질" 석탄으로 난방되었는데, 이는 "연질" 또는 역청탄보다 더 높은 열량을 내고 연기가 적게 발생한다.
광부들이 10%의 임금 인상과 10시간에서 9시간으로 노동 시간을 단축하면서 파업은 재개되지 않았다. 소유주들은 석탄 가격을 올렸고, 단체교섭 대리인으로서 노동조합을 인정하지 않았다. 이 사건은 미국 연방 정부와 시어도어 루스벨트 대통령이 중립적인 중재자로 개입한 첫 노동쟁의였다.

## 1899년과 1900년 파업
전미광산노동조합(UMWA)은 1897년 중서부의 연질 석탄(역청탄) 광부 파업에서 큰 승리를 거두어 상당한 임금 인상을 얻어냈다. 조합원 수는 10,000명에서 115,000명으로 증가했다. 1899년부터 1901년까지 무연탄 지역에서 몇 차례 작은 파업이 있었고, 이를 통해 노동조합은 경험을 쌓고 더 많은 노동자들을 조직했다. 1899년 펜실베이니아주 낸티코크의 파업은 노조가 대형 철도 회사의 자회사를 상대로 한 파업에서 승리할 수 있음을 보여주었다.

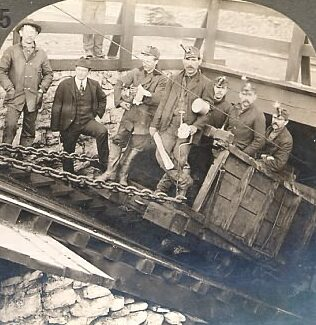
1900년 펜실베이니아주 헤이즐턴의 석탄 광부들.

노조는 1900년에도 비슷한 성과를 기대했지만, 무연탄 시장의 급격한 변동 후 소유권 집중을 통해 과점 체제를 구축한 광업자들이 예상보다 훨씬 더 완고한 상대임을 알게 되었다. 소유주들은 노조와 만나거나 중재에 응하기를 거부했다. 1900년 9월 17일, 노조는 파업에 돌입했고, 모든 국적과 민족의 광부들이 노조를 지지하며 파업에 참여하여 노조 자체도 놀랄 만한 결과를 낳았다.
공화당 소속 오하이오주 상원의원 마크 한나는 자신도 역청탄 광산 소유주였지만(파업과는 무관함), 파업이 대통령 선거 두 달도 채 남지 않은 시점에 발생했기 때문에 이를 해결하려고 했다. 그는 노동자와 자본 대표들을 한자리에 모은 국민 시민 연맹을 통해 노력했다. 한나는 J. P. 모건에게 이 파업이 공화당 소속 윌리엄 매킨리의 재선에 해를 끼칠 것이라는 메시지를 전달해 달라고 요청했고, 소유주들이 파업 참가자들에게 임금 인상과 고충 처리 절차를 양보하도록 설득했다. 그러나 광산업계는 전미광산노동조합(UMWA)을 노동자들의 공식 대표로 인정하는 것을 거부했다. 노조는 승리를 선언하고 노조 인정 요구를 철회했다.

## 무연탄 파업

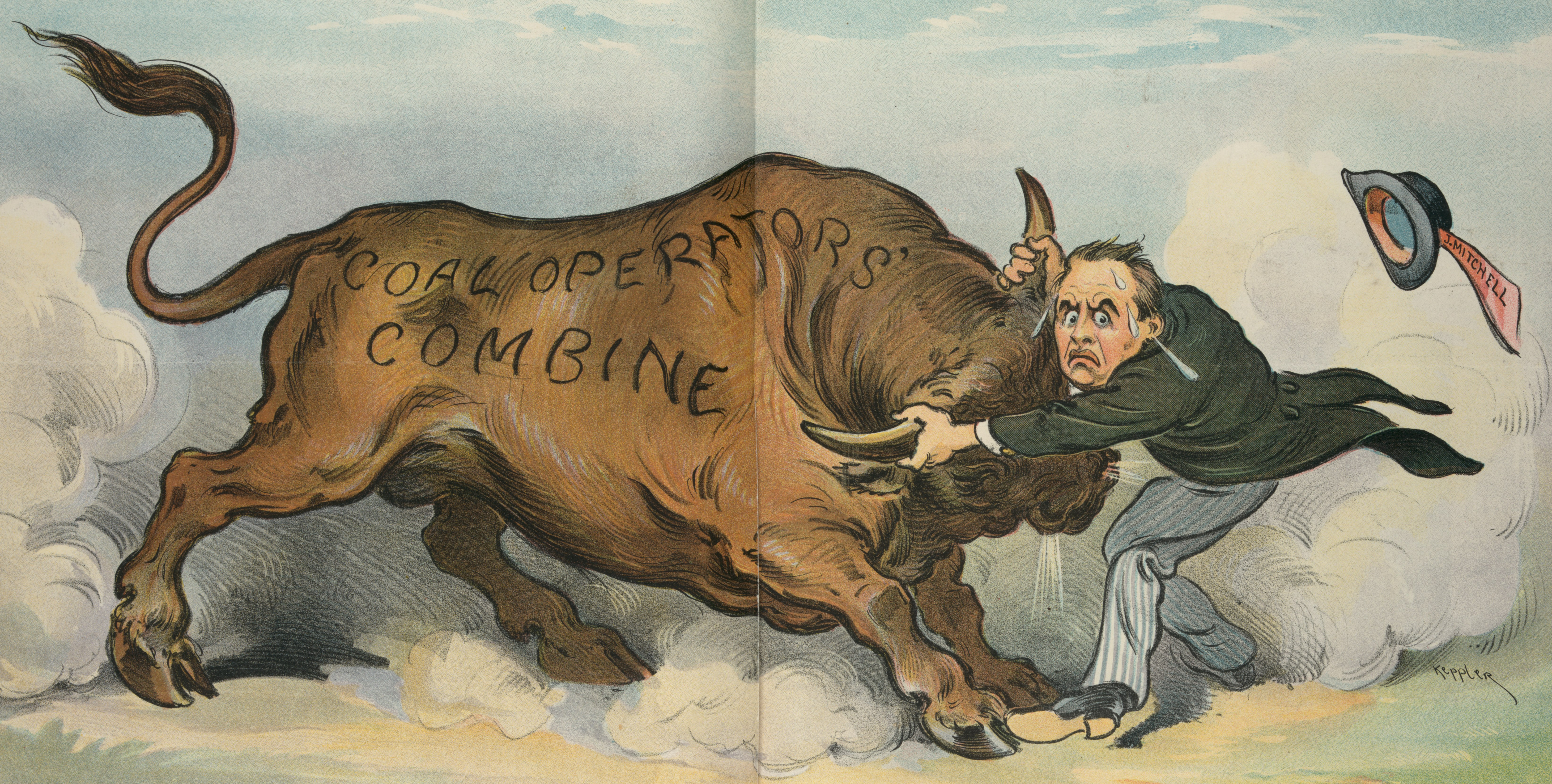
전미광산노동조합(UMWA) 조합장 존 미첼이 황소(석탄 트러스트)의 뿔을 잡고 있다.

1900년 파업으로 이어진 문제들은 1902년에도 여전히 시급했다. 노조는 인정을 받고 산업에 대한 어느 정도의 통제권을 원했다. 1900년의 양보에 여전히 불만을 품고 있던 산업계는 어떠한 연방 개입도 반대했다. 15만 명의 광부들은 주급을 원했다. 수천만 명의 도시 거주자들은 집을 난방하기 위해 석탄이 필요했다.
전미광산노동조합(UMWA) 조합장 존 미첼은 노동 분쟁 해결 수단으로 단체교섭에 전념하는 비교적 진보적인 고용주들의 단체인 국민 시민 연맹을 통한 중재를 제안했다. 대안으로 미첼은 저명한 성직자들로 구성된 위원회가 탄광 지역의 상황에 대해 보고하도록 제안했다. 이 산업의 주요 고용주 중 한 곳인 필라델피아 및 레딩 철도의 사장 조지 베어는 두 제안을 모두 일축했다.
무연탄 채굴은 사업이지, 종교적, 감성적, 학문적 제안이 아니다. ... 나는 비록 내가 원한다 해도 이 사업 경영을 시민 연맹과 같은 존경할 만한 단체에 위임할 수 없으며, ... 당신이 지명한 저명한 고위 성직자들의 도움도 요청할 수 없다.
1902년 5월 12일, 펜실베이니아주 스크랜턴에서 투표한 무연탄 광부들이 파업에 들어갔다. 훨씬 더 안정적인 직업을 가졌고 지하 작업의 특별한 위험에 직면하지 않았던 유지보수 직원들은 6월 2일에 파업했다. 노조는 이 지역 노동자들의 약 80% 이상, 즉 10만 명 이상의 파업 참가자들의 지지를 받았다. 약 3만 명이 이 지역을 떠났고, 많은 이들이 중서부 역청탄 광산으로 향했다. 1만 명은 유럽으로 돌아갔다. 파업은 곧 파업 참가자들과 파업 파괴자들, 펜실베이니아 주방위군, 지역 경찰, 그리고 고용된 탐정 기관들 사이에 폭력 위협을 초래했다.

## 연방 개입

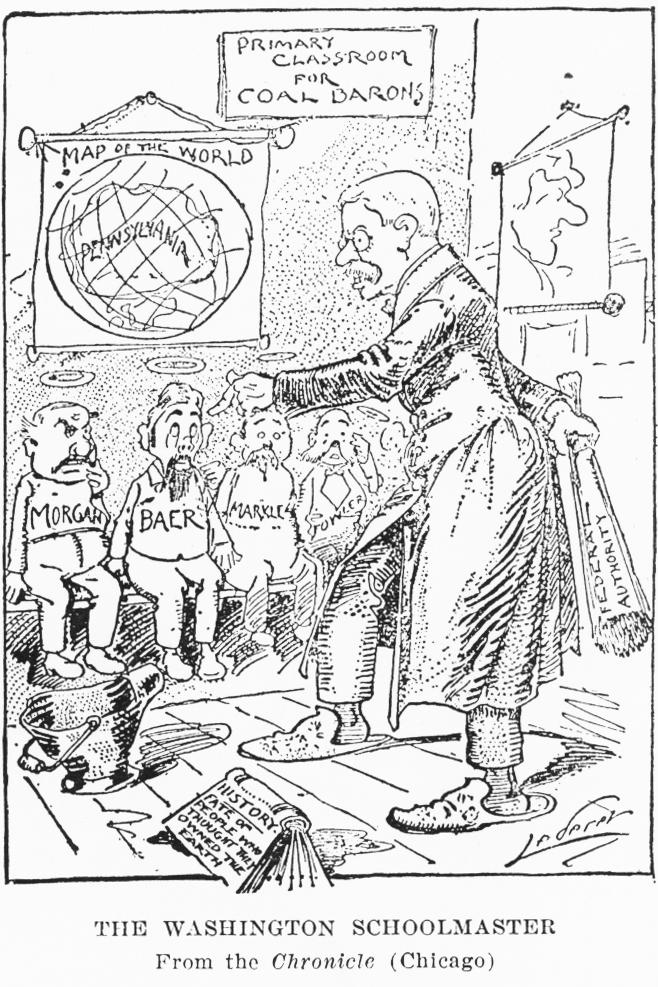
찰스 레더러의 1902년 만화에서 시어도어 루스벨트가 유치한 석탄 재벌들에게 교훈을 가르치고 있다.

6월 8일, 시어도어 루스벨트 대통령은 노동부 장관 캐럴 D. 라이트에게 파업을 조사해 줄 것을 요청했다. 라이트는 조사를 통해 양측의 입장을 인정하는 개혁안을 제안했는데, 시험적으로 9시간 노동과 제한적인 단체교섭을 권고했다. 루스벨트는 노조 편을 드는 것처럼 보일까 봐 보고서를 공개하지 않기로 했다.
광산 소유주들은 노조와 협상하기를 거부했다. 조지 베어는 파업자들과 그들의 노조에 양보하라는 요청을 받았을 때 다음과 같이 썼다. "노동자의 권리와 이익은 노동 선동가들이 아니라, 하느님께서 무한한 지혜로 이 나라의 재산 이익을 맡기신 기독교인들에 의해 보호되고 돌보아질 것입니다." 노조는 이 편지를 이용하여 파업에 대한 여론을 자신들에게 유리하게 돌렸다.
루스벨트는 개입하기를 원했지만, 그의 법무부 장관 필랜더 녹스는 그에게 그렇게 할 권한이 없다고 말했다. 한나와 많은 다른 공화당원들도 무연탄의 필요성이 가장 큰 겨울까지 파업이 질질 끌릴 경우 발생할 정치적 영향에 대해 우려했다. 루스벨트는 한나에게 "겨울철 석탄 부족은 끔찍한 일이고, 우리는 끔찍한 고통과 심각한 재앙을 보게 될까 두렵습니다."라고 말했다.
루스벨트는 1902년 10월 3일 정부, 노동자, 경영자 대표 회의를 소집했다. 노조는 회의 개최 자체가 노조 인정과 다름없다고 생각하고 화해적인 태도를 보였다. 소유주들은 루스벨트에게 파업 참가자들이 20명 이상의 남성을 살해했으며, 정부는 "일하기를 원하는 사람과 일할 때 그의 아내와 아이들을 보호하기 위해" 정부 권한을 사용해야 한다고 말했다. 적절한 보호가 주어진다면, 소유주들은 연료 부족을 끝낼 만큼 충분한 석탄을 생산할 것이라고 말했다. 그들은 노조와의 어떠한 협상에도 참여하기를 거부했다.
지사는 주방위군을 투입하여 광산과 아직 일하고 있는 소수의 인력을 보호했다. 루스벨트는 파업 원인을 조사하고 해결책을 제시할 위원회를 구성하겠다고 약속하며 노조에게 파업을 끝내도록 설득하려 했다. 루스벨트는 자신의 직위의 모든 권한을 동원하여 그 해결책을 지지할 것이라고 약속했다. 미첼은 이를 거부했고, 그의 조합원들은 거의 만장일치로 그의 결정을 지지했다.
석탄 경제는 두 가지 요인에 달려 있었다. 생산비의 대부분은 광부들의 임금이었고, 공급이 줄어들면 가격은 급등할 것이었다. 석유와 전기를 사용하기 전 시대에는 좋은 대체재가 없었다. 1902년에는 공급 과잉으로 이익이 낮았다. 따라서 소유주들은 적당히 긴 파업을 환영했다. 그들은 매일 가치가 증가하는 막대한 재고를 가지고 있었다. 소유주들이 생산을 중단하기 위해 공모하는 것은 불법이었지만, 광부들이 파업에 들어가는 것은 그렇지 않았다. 소유주들은 파업을 환영했지만, 그들은 노조가 파업을 조작하여 석탄 산업을 통제할 것을 우려했기 때문에 노조를 인정하는 것을 단호히 거부했다.
루스벨트는 중재된 해결책에 대한 지지를 계속 구축하기 위해 노력하며, 전 대통령 그로버 클리블랜드를 그가 구성하는 위원회에 참여하도록 설득했다. 그는 또한 존 M. 스코필드의 지도 아래 광산을 국유화하는 방안도 고려했다. 루스벨트는 이를 통해 미국 육군이 탄광을 장악하여 "수익자로서 광산을 운영"하게 될 것이라고 썼다.

## J. P. 모건 개입

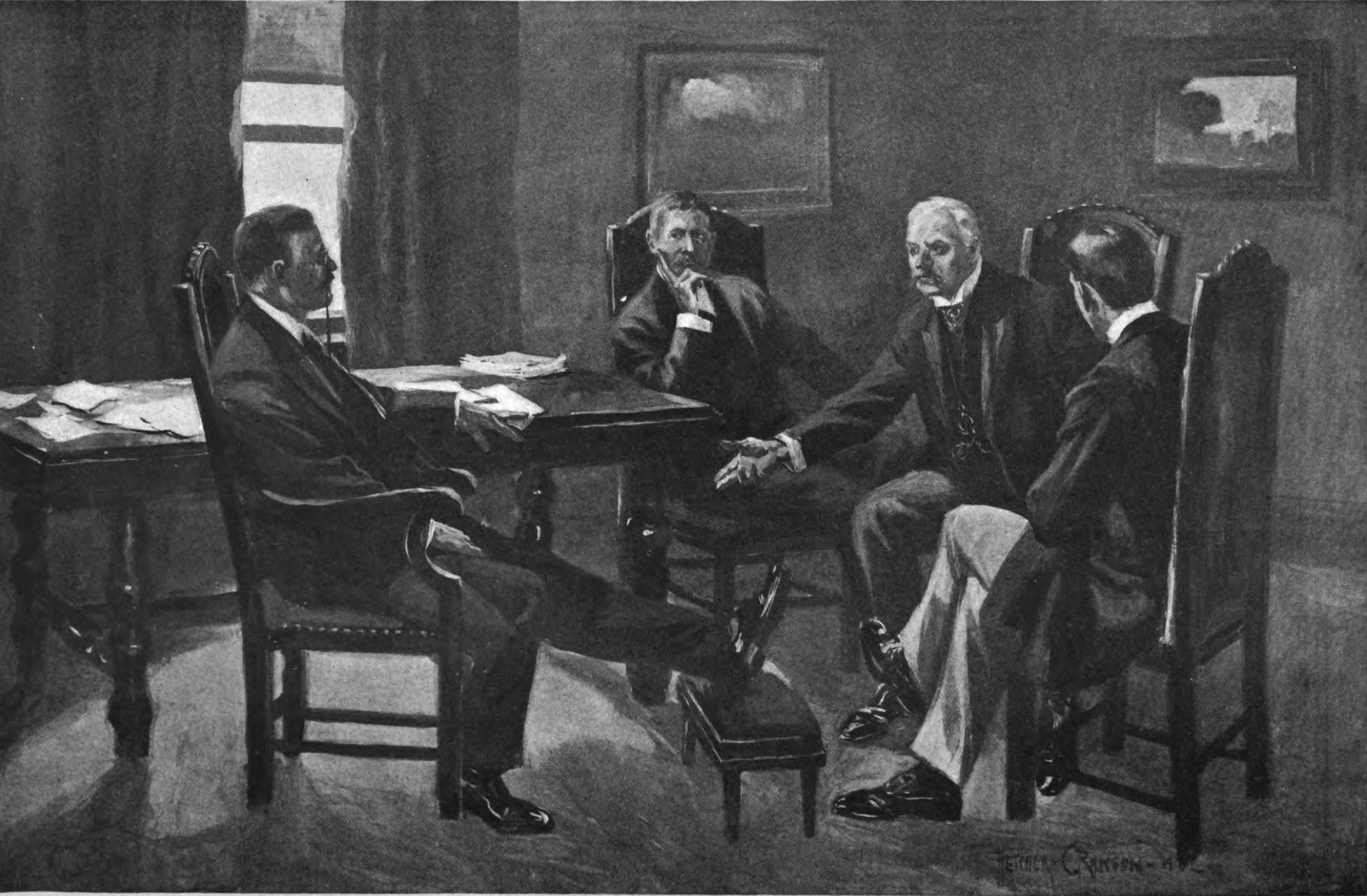
시어도어 루스벨트와 J.P. 모건이 만나 파업 해결에 합의하고 있다.

미국 금융계의 거물인 J. P. 모건은 1900년 파업 해결에 기여했다. 그는 이번 파업에도 깊이 관여했는데, 그의 이권 중에는 광부들을 가장 많이 고용하는 회사 중 하나인 레딩 철도가 포함되어 있었다. 그는 파업 기간 내내 업계를 대변했던 조지 베어를 철도 회사의 수장으로 앉혔다.
엘리후 루트 육군 장관의 설득으로, 모건은 중재를 제공하는 또 다른 타협안을 제시했다. 이 제안은 각 고용주와 그 직원들이 위원회와 직접 소통함으로써 노조와 협상하는 것을 부인할 권리를 업계에 부여했다. 고용주들은 다섯 명의 위원이 군사 기술자, 광산 기술자, 판사, 석탄 사업 전문가, 그리고 "저명한 사회학자"로 구성되어야 한다는 조건에 동의했다. 고용주들은 노조 지도자를 "저명한 사회학자"로 받아들일 의향이 있었고, 루스벨트는 철도 승무원 노조의 지도자 E. E. 클라크를 "저명한 사회학자"로 지명했다. 가톨릭 지도자들이 압력을 가한 후, 그는 여섯 번째 위원인 가톨릭 주교 존 랭커스터 스팔딩과 일곱 번째 위원인 캐럴 D. 라이트를 추가했다.

## 무연탄 파업 위원회

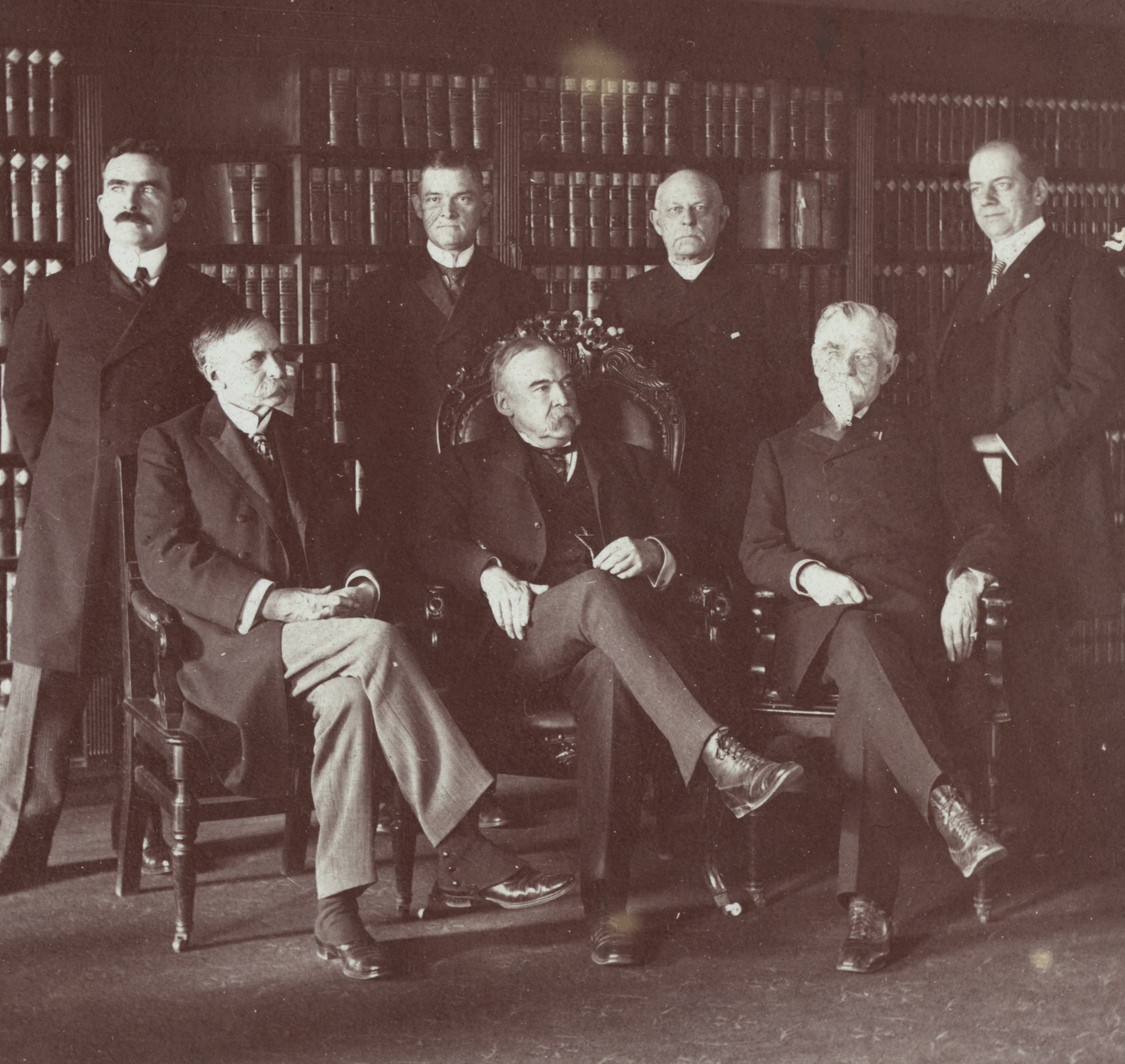
루스벨트가 분쟁 해결을 위해 임명한 위원회, 윌리엄 H. 라우 촬영

무연탄 파업은 163일 만인 1902년 10월 23일에 끝났다. 위원들은 다음 날부터 업무를 시작했고, 일주일 동안 탄광 지역을 둘러보았다. 라이트는 미국 노동부 직원을 활용하여 탄광 지역의 생활비에 대한 데이터를 수집했다.
위원들은 스크랜턴에서 다음 3개월 동안 청문회를 열어 558명의 증인으로부터 증언을 들었다. 이 중 240명은 파업 광부들을 위한 증인이었고, 153명은 비노조 광부들을 위한 증인이었으며, 154명은 광업자들을 위한 증인이었고, 11명은 위원회 자체에서 소환했다. 베어는 광업자들을 위한 최종 변론을 했고, 변호사 클래런스 대로는 노동자들을 위한 최종 변론을 했다.
위원들은 일부 끔찍한 상황에 대한 증거를 들었지만, "움직이는 공포의 광경"은 극히 일부 사례에 불과하다고 결론 내렸다. 대체로 광산 공동체의 사회적 상황은 양호했으며, 광부들이 연간 수입이 "미국 생활 수준을 유지하기에" 충분하지 않다는 주장은 부분적으로만 정당하다고 판단되었다.
베어는 최종 변론에서 "이 사람들은 고통받지 않습니다. 빌어먹을, 그들 중 절반은 영어조차 못해요."라고 말했다. 반면 대로 변호사는 자신이 얻은 수많은 학대 증언들을 자신이 유명한 웅변적인 수사로 요약했다. "우리는 민주주의를 위해, 인류를 위해, 미래를 위해 일하고 있습니다. 우리가 그것을 보거나 알거나 혜택을 받을 수 없을지라도, 언젠가는 올 것이며, 우리의 투쟁, 우리의 승리, 우리의 패배, 그리고 우리가 했던 말을 기억할 것입니다."
결과적으로 양측의 수사는 위원회에 거의 영향을 미치지 않았으며, 위원회는 광부와 광산 소유주 사이의 차이를 절충했다. 광부들은 20%의 임금 인상을 요구했고, 대부분은 10% 인상을 받았다. 광부들은 8시간 근무제를 요구했지만, 대신 당시의 표준이었던 10시간 대신 9시간 근무를 받았다. 광업자들은 전미광산노동조합을 인정하기를 거부했지만, 그들은 노동자와 경영자 대표가 동수로 구성된 6인 중재 위원회에 동의해야 했고, 이 위원회는 노동 분쟁을 해결할 권한을 가졌다. 미첼은 이를 사실상의 인정으로 간주하고 승리라고 불렀다.

## 파업 이후

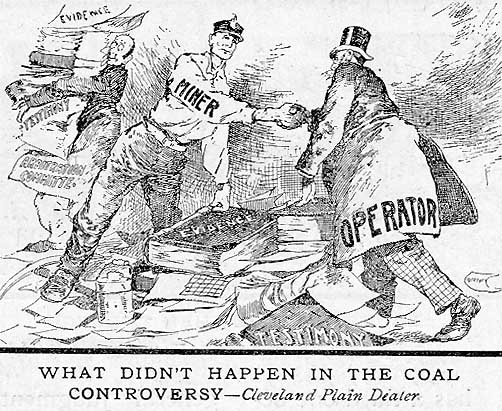
양측은 전문가 증언을 듣고 우호적인 합의에 도달해야 했다. 클리블랜드 플레인 딜러 신문의 만평

존 미첼은 5개월 동안 8명이 사망했으며, 그 중 "서너 명"은 파업 참가자 또는 지지자였다고 썼다. 광범위한 중재 증언 중, 회사 소유주들이 파업 참가자들이 21명을 죽였다고 주장하자, 미첼은 강하게 반대하며 그들이 그들의 이름을 대고 증거를 제시할 수 있다면 자신의 직위에서 사임하겠다고 제안했다.
첫 희생자는 7월 1일에 발생했다. 올드포지의 리하이 밸리 탄광 회사 인근에서 앤서니 주세페라는 이민자 파업 참가자가 총에 맞아 사망한 채 발견되었다. 현장을 경비하던 석탄 및 철도 경찰이 울타리를 통해 무차별적으로 총을 쏜 것으로 추정되었다. 7월 30일 셰넌도어, 펜실베이니아에서 5,000명의 파업 광부 시위대와 경찰 사이의 거리 싸움으로 부보안관의 형제인 상인 조셉 베덜이 구타당해 사망했다.
현대 보도에 따르면 파업 참가자와 셰넌도어 경찰 사이에서 3명이 더 사망하고 광범위한 총상 부상이 발생했다고 한다. 10월 9일, 셰넌도어 근처 펜실베이니아주 브라운스빌에서 윌리엄 더럼이라는 파업 참가자가 총에 맞아 사망했다. 그는 비노조 노동자의 절반이 폭파된 집 근처를 배회하다가 멈추라는 명령을 불복종했다. 계엄령 하에서의 이 살인의 합법성은 펜실베이니아 대법원으로 넘어간 커먼웰스 대 쇼털 사건이 되었다.
파업 중 석탄 및 철도 경찰의 행동과 개인적 역할은 1905년 5월 2일 새뮤얼 W. 페니패커 지사가 상원 법안 278호에 서명함에 따라 펜실베이니아주 경찰이 창설되는 계기가 되었다. 두 조직은 1931년까지 병행 운영되었다.
조직 노동계는 이 결과를 전미광산노동조합(UMWA)과 미국노동연맹 노조 전반의 승리로 축하했다. 다른 노조의 조합원 수는 급증했는데, 이는 온건파들이 미래에 자본주의를 전복하려던 급진 사회주의자들보다 노동자들에게 훨씬 더 빨리 실질적인 혜택을 제공할 수 있다고 주장했기 때문이다. 미첼은 그의 리더십 기술과 무연탄 지역에서 오랫동안 노조를 괴롭혔던 민족, 기술, 지역적 분열 문제를 해결하는 능력을 입증했다.
이와 대조적으로, 서부의 급진적인 서부광부연맹의 파업은 종종 파업 참가자들과 고용주 및 민군 당국 간의 전면전으로 번졌다. 이 파업은 연방 정부의 개입을 통해 성공적으로 중재되었고, 연방 정부는 양측에 "스퀘어 딜"을 제공하려고 노력했는데, 이는 루스벨트가 그의 행정부의 모토로 삼았다. 이 합의는 이후 10년간의 진보 시대 개혁에 중요한 진전이었다. 1920년대까지 주요 석탄 파업은 더 이상 없었다.

## 같이 보기
- UMW 석탄 파업 (1919년)
- UMW 일반 석탄 파업 (1922년)
- 미국의 석탄 채굴 역사
- 래커워너 카운티 법원 및 존 미첼 기념비
- 미국 노동 분쟁 사망자 목록
- 시어도어 루스벨트 행정부

## 관련 문헌
- Akin, William E. "The Catholic Church and Unionism, 1886-1902: A Study of Institutional Adjustment." Studies in History and Society. 3:1 (1970): 14–24.
- Aurand, Harold W. Coalcracker Culture: Work and Values in Pennsylvania Anthracite, 1835-1935. Selinsgrove, Pa.: Susquehanna University Press, 2003. ISBN 1-57591-064-0
- Blatz, Perry K. Democratic Miners: Work and Labor Relations in the Anthracite Coal Industry, 1875-1925. Albany, N.Y.: State University of New York Press, 1994. ISBN 0-7914-1819-7
- Blatz, Perry K. "Local Leadership and Local Militancy: The Nanticoke Strike of 1899 and the Roots of Unionization in the Northern Anthracite Fields." Pennsylvania History. 58:4 (October 1991): 278–297.
- Cornell, Robert J. The Anthracite Coal Strike of 1902 (1957)
- Fox, Mayor. United We Stand: The United Mine Workers of America 1890-1990 (UMW 1990), pp 89–101 semiofficial union history
- George, J.E. "The Coal Miners' Strike of 1897," Quarterly Journal of Economics Vol. 12, No. 2 (Jan., 1898), pp. 186–208 in JSTOR
- Gowaskie, Joe. "John Mitchell and the Anthracite Mine Workers: Leadership Conservatism and Rank-and-File Militancy." Labor History. 27:1 (1985–1986): 54–83.
- Greene, Victor R. "A Study in Slavs, Strikes and Unions: The Anthracite Strike of 1897." Pennsylvania History. 31:2 (April 1964): 199–215.
- Grossman, Jonathan. "The Coal Strike of 1902 – Turning Point in U.S. Policy." Monthly Labor Review. October 1975. Available online.
- Harbaugh, William. The Life and Times of Theodore Roosevelt. (2nd ed. 1963)
- Janosov, Robert A., et al. The Great Strike: Perspectives on the 1902 Anthracite Coal Strike. Easton, Pa.: Canal History and Technology Press, 2002. ISBN 0-930973-28-3
- Morris, Edmund. Theodore Rex. (Random House, 2001). ISBN 0-394-55509-0; biography of TR as President
- Perry, Peter R. "Theodore Roosevelt and the labor movement" (MA thesis California State University, Hayward; 1991) online; ch 1 on strike.
- Phelan, Craig. "The Making of a Labor Leader: John Mitchell and the Anthracite Strike of 1900." Pennsylvania History. 63:1 (January 1996): 53–77.
- Phelan, Craig. Divided Loyalties: The Public and Private Life of Labor Leader John Mitchell. Albany, N.Y.: State University of New York Press, 1994. ISBN 0-7914-2087-6
- Virtue, George O. "The Anthracite Miners' Strike of 1900," Journal of Political Economy, vol. 9, no. 1 (Dec. 1900), pp. 1–23. online free in JSTOR.
- Warne, Frank Julian. "The Anthracite Coal Strike." Annals of the American Academy of Political and Social Science (1901) 17#1 pp 15–52. online free in JSTOR
- Wiebe, Robert H. "The Anthracite Coal Strike of 1902: A Record of Confusion." Mississippi Valley Historical Review. September 1961, pp. 229–51. in JSTOR
- Wilson, Susan E. "President Theodore Roosevelt's Role in the Anthracite Coal Strike of 1902." Labor's Heritage. 3:1 (1991): 4–2.

## 참고 자료
- United States Anthracite Coal Strike Commission, Report to the President on the Anthracite Coal Strike of May–October, 1902 online edition

## 음악
- 제리 번과 조지 코르손. On Johnny Mitchell's Train. Library of Congress, 1947. Audio. https://www.loc.gov/item/ihas.200197134/.